# Coos County (Oregon)
Coos County is een van de 36 county's in de Amerikaanse staat Oregon. De naam is ontleend aan de Coosindianen die vroeger in het gebied woonden.
De county heeft een landoppervlakte van 4.145 km² en telt 62.779 inwoners (volkstelling 2000). De hoofdplaats is Coquille.

## Bevolkingsontwikkeling
Baker · Benton · Clackamas · Clatsop · Columbia · Coos · Crook · Curry · Deschutes · Douglas · Gilliam · Grant · Harney · Hood River · Jackson · Jefferson · Josephine · Klamath · Lake · Lane · Lincoln · Linn · Malheur · Marion · Morrow · Multnomah · Polk · Sherman · Tillamook · Umatilla · Union · Wallowa · Wasco · Washington · Wheeler · Yamhill